# Detração
Detração (do latim detractione: cortar, suprimir) é um conceito do Direito Penal que simboliza o abatimento, na pena privativa de liberdade ou na medida de segurança, do tempo de prisão provisória, de prisão administrativa ou de internação provisória. Esse "desconto" se dá na pena definitiva aplicada.

## Brasil
A detração está prevista no artigo 42 do Código Penal Brasileiro.
Incluem -se para fins de "dedução"da pena a cumprir, apena de prisão provisória no Brasil e no estrangeiro e de prisão administrativa. Do mesmo modo da medida de segurança , o tempo de internação em qualquer dos estabelecimentos do art 41. é regra do artigo 42.
É o desconto do total da pena definitivamente imposta ao sentenciado, do perído em que  este cumpriu pena  privativa de liberdade ou medida de segurança  no país ou no exterior.
As  penas privativas de liberdade podem ter  sido cumpridas no país ou  fora dele, no primeiro caso ela será  jurisdicional, isto é, decretada pela autoridade judicária, há cinco espécies: prisão provisória, temporária, em flagrante delito, decorrente de sentença de pronúncia ou senteça penal recorrível.
A medida de segurança pode ocorrer antes ou  após a sentença penal transitada em julgado, no primeiro caso será a Medida de Segurança Provisória, de constitucionalidade discutida na  doutrina e  jurisprudência. Poderá  ocorrer também durante o cumprimento da pena caso em que o tempo em que  o sentencia esteve internado para  tratamento será descontado do tempo restante da pena.
Conceitua-se detração penal como sendo o cálculo de redução da pena privativa de liberdade ou de medida de segurança aplicada ao final da sentença, do período de prisão provisória ou de internação para tratamento psiquiátrico em que o sentenciado cumpriu anteriormente. No ensinamento de René DOTTI
A mero título ilustrativo, o exemplo dado por Victor GONÇALVES: “Assim, se alguém foi condenado a 3 anos e 6 seis meses e havia ficado preso por 6 meses aguardando a sentença, terá de cumprir apenas o restante da pena, ou seja, 3 anos”